# A. Philip Randolph

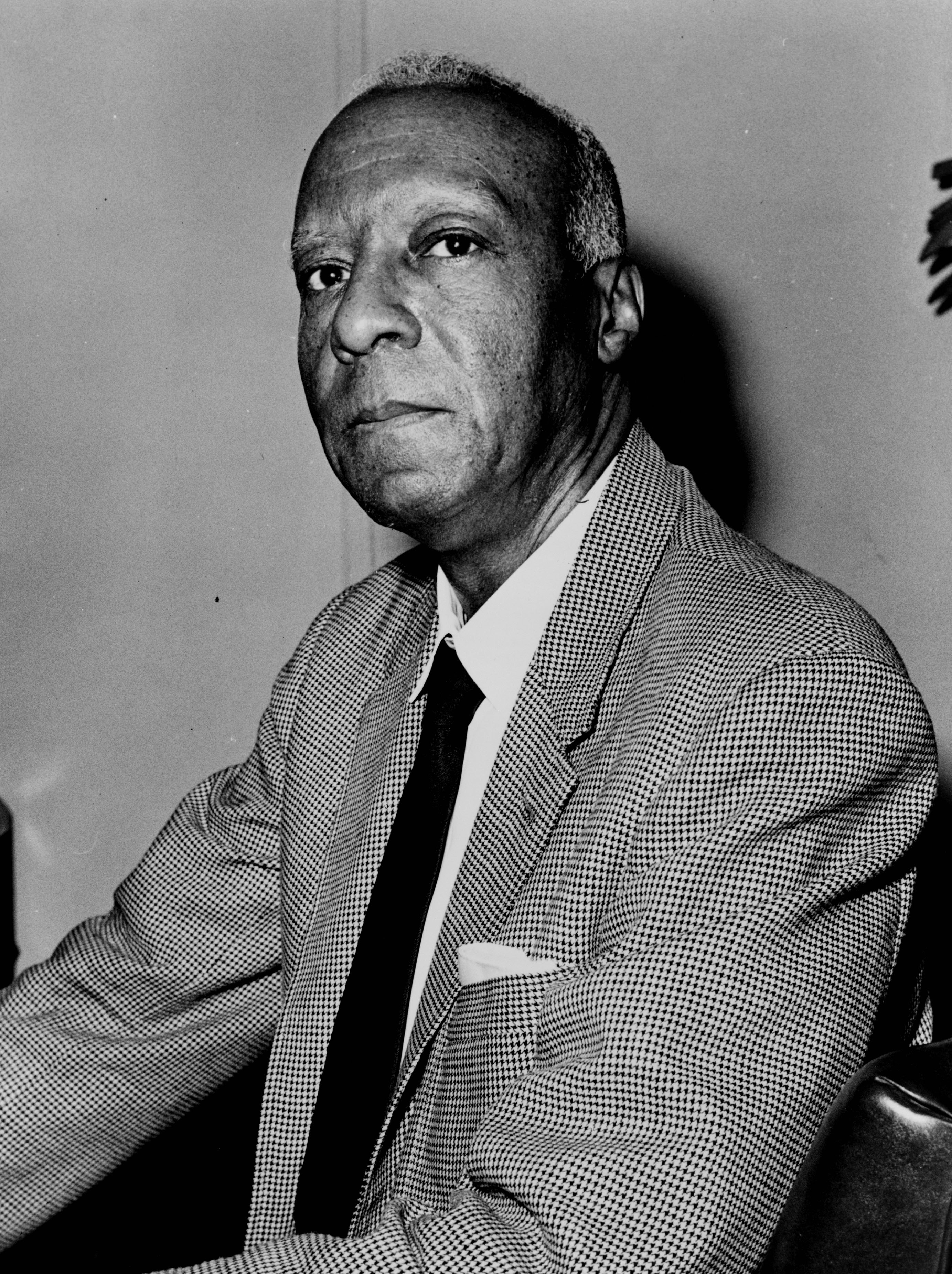
A. Philip Randolph.

Asa Philip Randolph (15 de abril de 1889 - 16 de mayo de 1979), fue un sindicalista del Movimiento obrero y del Movimiento por los Derechos Civiles en Estados Unidos. Nació en Crescent City (Florida). Su padre era pastor de la Iglesia Episcopal Metodista Africana y trasladó a su familia a Jacksonville en 1891. En 1911, Randolph se mudó a Nueva York, concretamente al Harlem, buscando convertirse en actor.
Los padres de Randolph estaban en contra de las aspiraciones artísticas del hijo, así que una vez estando en la Universidad de Nueva York pasó a estudiar Economía y Política. Fue en esa universidad donde conoció a su mujer, Lucille Green, una profesora que dejó su trabajo para abrir un salón de belleza cuando su primer marido murió. 
Randolph y Chandler Owen idearon The Messenger, una revista intransigente en 1917.

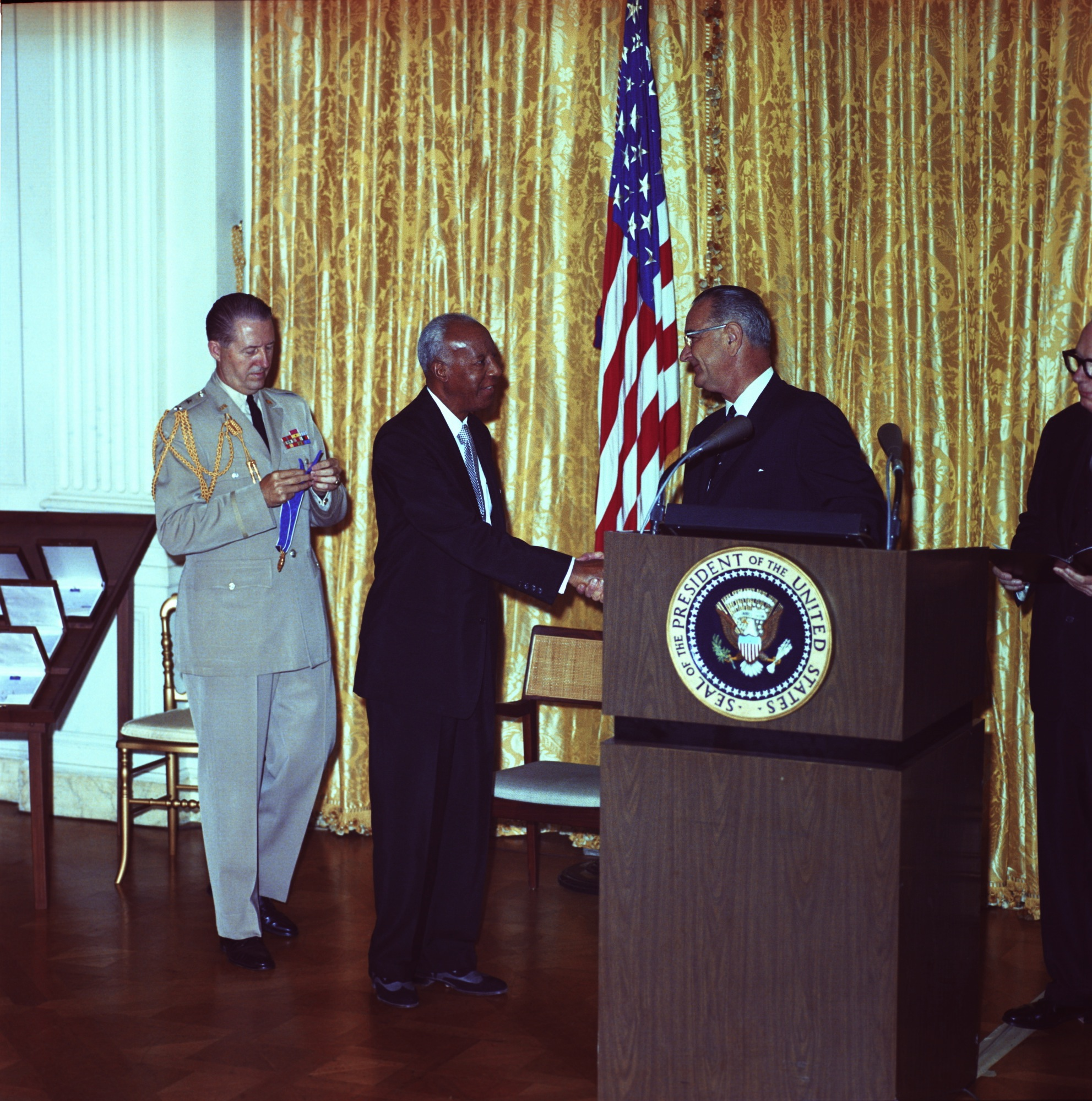
Randolph en el acto de recibimiento de la Medalla de la Libertad en 1964 de manos del Presidente de los Estados Unidos Lyndon B. Johnson.

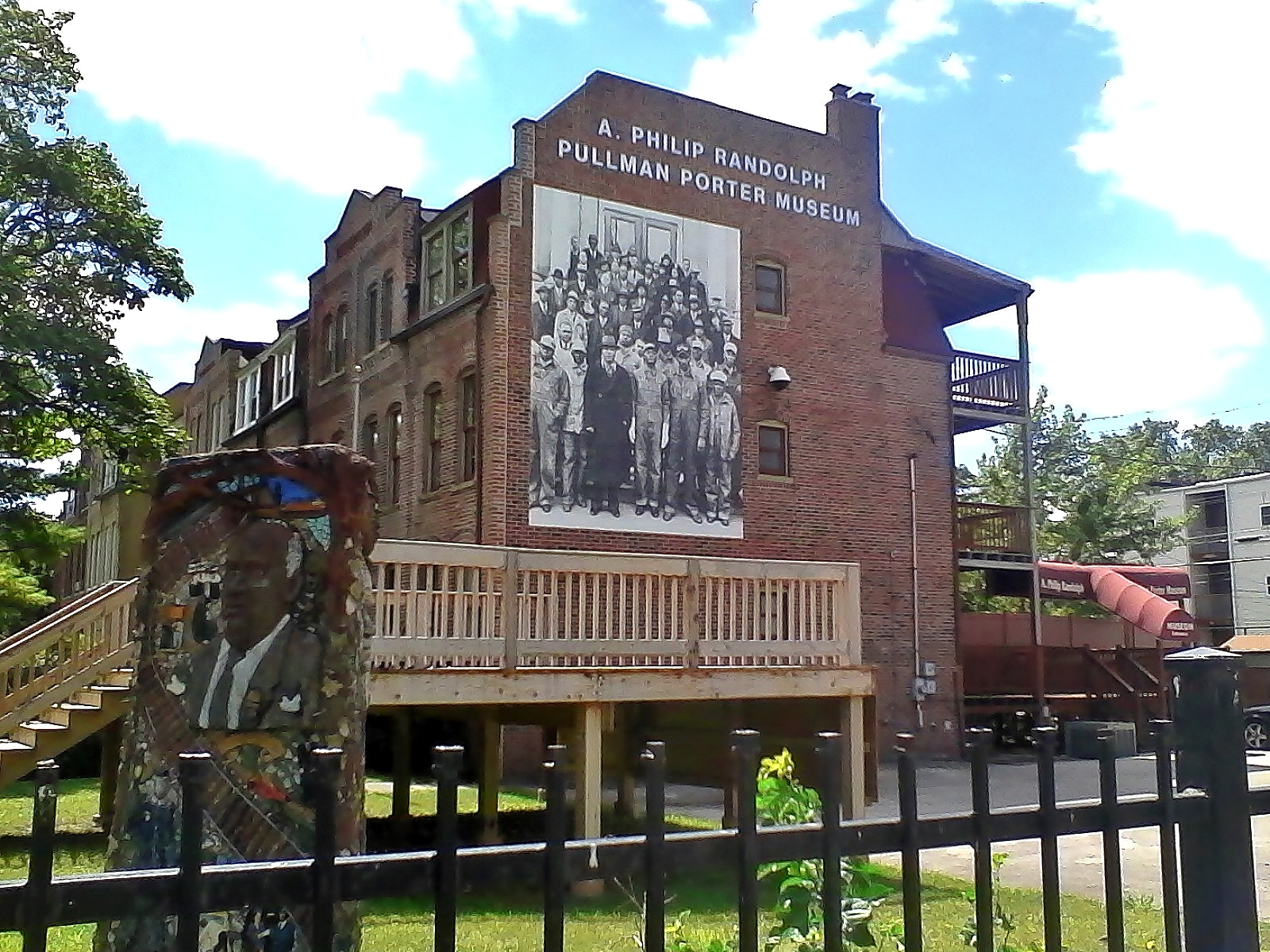
A. Philip Randolph Pullman Porter Museum, Chicago

 y fue un gran líder político